# スクアレン
スクアレン (squalene) とは、トリテルペンに属する油性物質である。鮫の肝油から発見されたが、オリーブ油にも含まれ、人体では生合成され皮脂の主な成分として分泌される。
水素化誘導体はスクアランである。

## 歴史
スクアレンは、1906年に東京工業試験所の辻本満丸によって“黒子鮫”の肝油から発見され、1926年、イシドール・ヒールブロン (Isidor Morris Heilbron) によって構造が決定された。
辻本は深海鮫 (学名Squalus spp.) から発見したことから、スクアレン (squalene) と命名した。
1990年代にはスクアレン、スクアラン共に鮫肝油が主な原料で、1990年代は日本が主要な輸入国かつ消費国で、「鮫肝油エキス」として健康食品が販売されてきた。基礎研究では抗酸化、抗がん、抗菌作用を示し、また様々な化学物質の前駆体でもあり、ワクチンを体内で輸送するアジュバントにも利用でき、様々な製造業が注目し需要が増加し、このため持続可能性のある生産方法が求められており、微生物の分野で探索が続けられている。

## 分布
スクアレンはステロイド骨格の中間体でもあり、多くの動物に分布している。哺乳類では、メバロン酸経路を通じてアセチルCoAより肝臓や皮膚で800mg/日程度生合成されるが、さらにコレステロールに転化されるため、その存在量は多くない。
肝臓にて生合成され皮脂腺から分泌されており、ヒトではその分泌量は食事の影響や個人差があり1日に125–475mgで、一般に30歳を過ぎると分泌量が減ってくる。ヒトでは、皮膚に集中的に存在しており、スクアレンは皮脂の13%を占める主な構成成分である。市販のスクアレンはサメの肝油から抽出されたものである。サメには鰾がないので、浮力を得るために肝臓に蓄えた脂質を利用している。
オリーブ油にも含まれるほか、羊毛を処理する際の副産物としても得られる。

## 役割
ヒトでは手のひらと足の裏をのぞく毛穴から皮脂として分泌され、皮膚を柔軟にし、肌に水分を保つ。また基礎研究からは抗酸化作用を持ち、フリーラジカルによる損傷を減らすといった可能性がある。
脂溶性の物質と乳化したり、外用での利用が行われる。

## 有効性
サプリメントとして注目されているが、2010年の国立健康・栄養研究所のデータベースによると、有効性を裏付ける資料は見当たらないとされている。
ヒトでの試験では、経口摂取したスクアレンは血中のスクアレン濃度を増加させており、24時間後まで比較グループよりも多かった。

## 生合成
まずジメチルアリル二リン酸とイソペンテニル二リン酸からゲラニル二リン酸が生成する（図で −OPP は二リン酸基 −OP(=O)(OH)−O−P(=O)(OH)2 を示す）。
次にゲラニル二リン酸と3-イソペンテニル二リン酸からファルネシル二リン酸が生成する。
最後にファルネシル二リン酸2分子からファルネシル二リン酸ファルネシルトランスフェラーゼ（スクアレン合成酵素）によりスクアレンが生成する。